# Equinolampadoides
Els equinolampadoides (Echinolampadoida) són un ordre d'equinoïdeus irregulars. Van aparèixer al Cretaci Superior (Cenomanià) i a l'actualitat només queden una vintena d'espècies.

## Característiques
Els equinolampadoides són eriçons de mar irregulars. La closca té forma subhemisfèrica més o menys arrodonida, la boca (peristoma) es troba al centre de la cara oral (inferior) i l'anus (periprocte) més o menys marginal en aquesta mateixa cara (formant un eix antero-posterior i, per tant, una simetria bilateral), mentre que els 4 orificis genitals i la placa madrepòrica es troben a l'àpex, a la part superior de la cara aboral.

## Taxonomia
L'ordre Echinolampadoida inclou una sola família, amb 6 gèneres:
Família Echinolampadidae Gray, 1851a
- Gènere Calilampas Squires & Demetrion, 1996 † - 1 espècie fòssil
- Gènere Conolampas A. Agassiz, 1883 - 4 espècies vivents
- Gènere Echinolampas Gray, 1825 - 10 espècies vivents i 53 fòssils
- Gènere Hypsoclypus Pomel, 1869 - 4 espècies vivents i 4 fòssils
- Gènere Kephrenia Fourtau, 1909 † - 1 espècie fòssil
- Gènere Vologesia Cotteau & Gauthier, 1895 † - 2 espècies fòssils